# Damernas duett i konstsim vid olympiska sommarspelen 2008
Damernas duett i konstsim vid olympiska sommarspelen 2008 i Peking, Kina, avgjordes vid Pekings Nationella simstadion mellan den 18 och 20 augusti 2008. Ryssland vann tävlingen.

## Medaljörer
| Gren  | Guld                                            | Silver                               | Brons                          |
| Duett | Ryssland Anastasia Davydova Anastasia Jermakova | Spanien Andrea Fuentes Gemma Mengual | Japan Saho Harada Emiko Suzuki |

## Resultat

### Inledande omgång
| Placering | Land           | Idrottare                                      | Tekniskt | Fritt  | Totalt |
| --------- | -------------- | ---------------------------------------------- | -------- | ------ | ------ |
| 1         | Ryssland       | Anastasia Davydova & Anastasija Jermakova      | 49.334   | 49.500 | 98.834 |
| 2         | Spanien        | Andrea Fuentes & Gemma Mengual                 | 48.834   | 49.084 | 97.918 |
| 3         | Japan          | Saho Harada & Emiko Suzuki                     | 48.250   | 48.400 | 96.750 |
| 4         | Kina           | Jiang Tingting & Jiang Wenwen                  | 48.084   | 48.500 | 96.584 |
| 5         | USA            | Christina Jones & Andrea Nott                  | 47.750   | 47.750 | 95.500 |
| 6         | Kanada         | Marie-Pier Boudreau Gagnon & Isabelle Rampling | 47.417   | 47.333 | 94.750 |
| 7         | Italien        | Beatrice Adelizzi & Giulia Lapi                | 46.834   | 47.000 | 93.834 |
| 8         | Ukraina        | Darya Yushko & Kseniya Sydorenko               | 46.084   | 46.334 | 92.418 |
| 9         | Nederländerna  | Bianca van der Velden & Sonja van der Velden   | 45.584   | 45.834 | 91.418 |
| 9         | Grekland       | Evanthia Makrygianni & Despoina Solomou        | 45.834   | 45.584 | 91.418 |
| 11        | Frankrike      | Apolline Dreyfuss & Lila Meessemann-Bakir      | 44.750   | 45.250 | 90.000 |
| 12        | Schweiz        | Magdalena Brunner & Ariane Schneider           | 44.250   | 45.000 | 89.250 |
| 13        | Brasilien      | Nayara Figueira & Lara Teixera                 | 44.334   | 44.667 | 89.001 |
| 14        | Storbritannien | Olivia Allison & Jenna Randall                 | 43.917   | 44.667 | 88.584 |
| 15        | Israel         | Anastasia Gloushkov & Inna Yoffe               | 43.583   | 43.334 | 86.917 |
| 16        | Nordkorea      | Kim Yong-Mi & Wang Ok-Gyong                    | 42.917   | 43.584 | 86.501 |
| 17        | Belarus        | Katsiaryna Kulpo & Nastassia Parfenava         | 42.667   | 42.667 | 85.334 |
| 18        | Tjeckien       | Soňa Bernardová & Alžběta Dufková              | 42.500   | 42.750 | 85.250 |
| 19        | Mexiko         | Mariana Cifuentes & Blanca Delgado             | 42.334   | 42.834 | 85.168 |
| 20        | Kazakstan      | Ainur Kerey & Arna Toktagan                    | 41.750   | 42.583 | 84.333 |
| 21        | Australien     | Myriam Glez & Erika Leal-Ramirez               | 41.250   | 41.584 | 82.834 |
| 22        | Österrike      | Nadine Brandl & Elisabeth Mahn                 | 41.250   | 41.167 | 82.417 |
| 23        | Nya Zeeland    | Lisa Daniels & Nina Daniels                    | 40.750   | 40.417 | 81.167 |
| 24        | Egypten        | Reem Abdalazem & Dalia El Gebaly               | 40.417   | 40.250 | 80.667 |

### Final
| Placering | Land          | Idrottare                                      | Tekniskt | Fritt  | Total  |
| --------- | ------------- | ---------------------------------------------- | -------- | ------ | ------ |
| 1         | Ryssland      | Anastasia Davydova & Anastasija Jermakova      | 49.334   | 49.917 | 99.251 |
| 2         | Spanien       | Andrea Fuentes & Gemma Mengual                 | 48.834   | 49.500 | 98.334 |
| 3         | Japan         | Saho Harada & Emiko Suzuki                     | 48.250   | 48.917 | 97.167 |
| 4         | Kina          | Jiang Tingting & Jiang Wenwen                  | 48.084   | 48.250 | 96.334 |
| 5         | USA           | Christina Jones & Andrea Nott                  | 47.750   | 47.750 | 95.500 |
| 6         | Kanada        | Marie-Pier Boudreau Gagnon & Isabelle Rampling | 47.417   | 47.667 | 95.084 |
| 7         | Italien       | Beatrice Adelizzi & Giulia Lapi                | 46.834   | 46.917 | 93.751 |
| 8         | Ukraina       | Darya Yushko & Kseniya Sydorenko               | 46.084   | 46.584 | 92.668 |
| 9         | Nederländerna | Bianca van der Velden & Sonja van der Velden   | 45.584   | 46.083 | 91.667 |
| 10        | Grekland      | Evanthia Makrygianni & Despoina Solomou        | 45.834   | 45.667 | 91.501 |
| 11        | Frankrike     | Apolline Dreyfuss & Lila Meessemann-Bakir      | 44.750   | 45.583 | 90.333 |
| 12        | Schweiz       | Magdalena Brunner & Ariane Schneider           | 44.250   | 45.000 | 89.250 |